# Jytte-Merle Böhrnsen

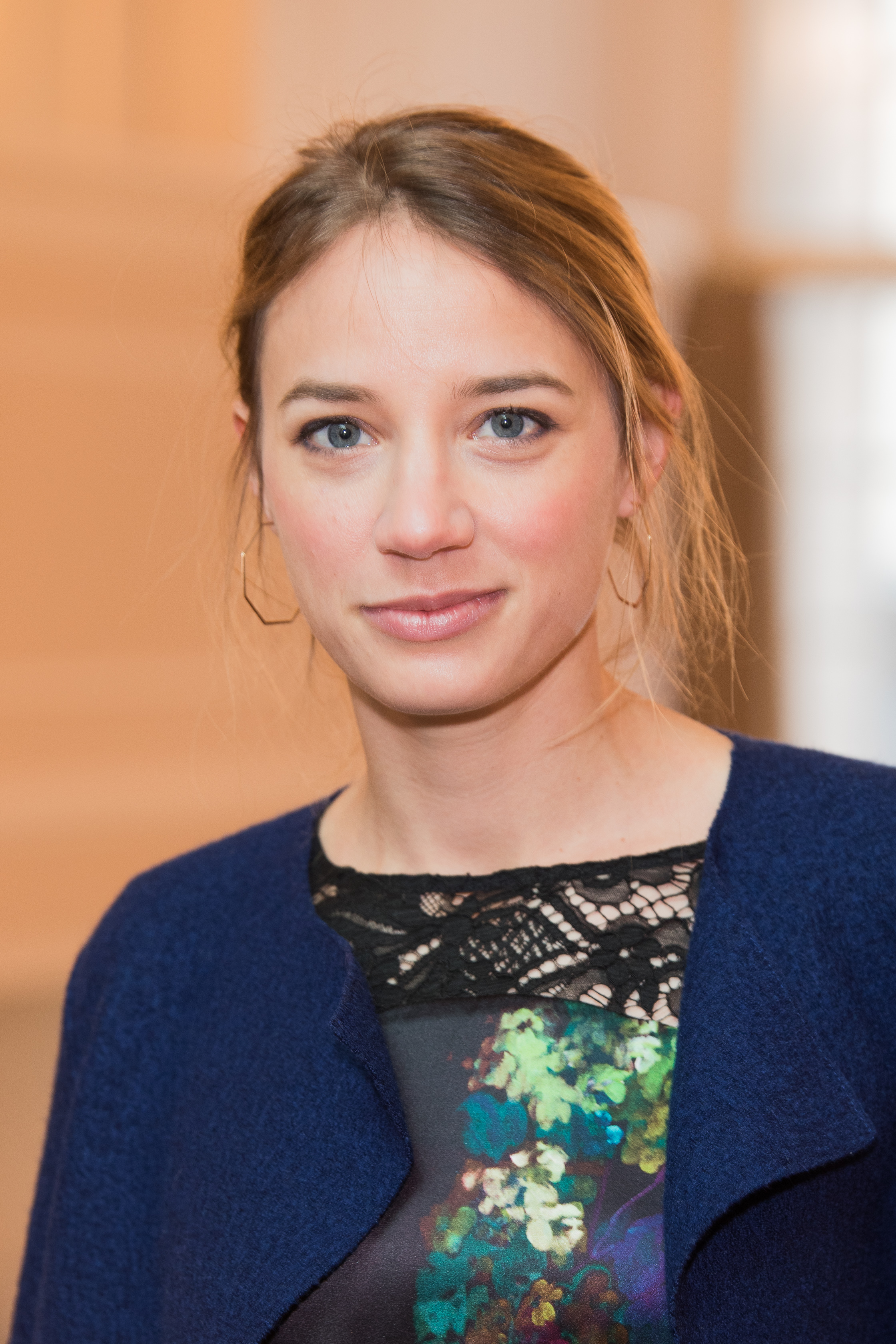
Jytte-Merle Böhrnsen, 2018

Jytte-Merle Böhrnsen (* 5. Januar 1984 in Hamburg) ist eine deutsche Schauspielerin, Theaterregisseurin und Drehbuchautorin. Ihre Karriere begann sie als Theaterschauspielerin. Seit 2003 steht sie für Film und Fernsehen vor der Kamera. Einem breiten Fernsehpublikum wurde sie 2004 durch die erste deutsche Telenovela Bianca – Wege zum Glück als Kuckuckskind Sofia Wellinghoff bekannt.

## Leben

### Theater und Ausbildung
Bereits im Alter von sechs Jahren stand Böhrnsen auf der Bühne des Deutschen Schauspielhauses in Hamburg. Danach trat sie dort, am  Kellertheater Hamburg und am Kleinen Theater Schillerstraße Geesthacht in  zahlreichen Rollen auf die Bühne. Von 2001 bis 2002 nahm sie im Bereich Schauspiel und Gesang für ein Jahr ein Studium am Lee Strasberg Theatre Institute in New York City auf. 2004 bestand sie am Luisen-Gymnasium Bergedorf ihr Abitur.
Im kleinen Theater Schillerstrasse (kurz kTS) in Geesthacht gab sie 2012 ihr Debüt als Theaterregisseurin und inszenierte das Stück Eine Sommernacht von David Greig (Deutsch von Barbara Christ).

### Film und Fernsehen
2003 gab Böhrnsen mit 19 Jahren ihr Filmdebüt in Ayşe Polats deutschem Filmdrama En Garde, in welchem sie an der Seite von Maria Kwiatkowsky die Erziehungsheimbewohnerin Josefine spielte, die das Leben ihrer Mitbewohnerin zur Hölle macht. Ihren Durchbruch als Fernsehschauspielerin hatte Jytte-Merle Böhrnsen in der ersten deutschen Telenovela Bianca – Wege zum Glück als Kuckuckskind Sofia Wellinghoff, die sie bis zur Einstellung der Produktion im Oktober 2005 in 223 Folgen verkörperte. Danach wurde sie wiederholt in weiteren festen Serienrollen besetzt. Von 2007 bis 2008 spielte sie in der Sat.1-Serie R. I. S. – Die Sprache der Toten die Rolle der Tochter Franka des Biologen und Molekulargenetikers Paul Schneider (Hansa Czypionka), die nach einem Verkehrsunfall querschnittsgelähmt ist. 2009 gehörte sie an der Seite von Johannes Zirner und Jana Klinge in der 19-teiligen ARD-Familienfernsehserie Geld.Macht.Liebe als Marietta von Rheinberg zur Stammbesetzung.
Seit 2012 wirkt sie regelmäßig in Filmproduktionen von Til Schweiger mit, u. a. in Schutzengel (2012), Kokowääh 2 (2013) und Tatort: Willkommen in Hamburg (ebenfalls 2013). In dem Märchenfilm Das singende, klingende Bäumchen, einer Neuverfilmung des DEFA-Klassikers von 1957 für die Filmreihe Sechs auf einen Streich der ARD, übernahm Böhrnsen 2016 an der Seite von Lucas Prisor die Hauptrolle der eigensinnigen und hochmütigen Prinzessin. Gemeinsam mit Prisor spielte sie 2016 auch das Ehepaar Frenzel in dem ARD-Fernsehkrimi Wolfsland: Tief im Wald. 2017 spielte sie im Film Einmal bitte alles, der mit dem VGF-Nachwuchsproduzentenpreis ausgezeichnet wurde.

### Tätigkeit als Autorin
Neben der Schauspielarbeit ist sie auch als Drehbuchautorin tätig. Im Rahmen der 67. Berlinale feierte der von ihr mitgeschriebene Film Amelie rennt Weltpremiere im Wettbewerb „Generation Kplus“ und erhielt eine lobende Erwähnung um den Gläsernen Bären. Der Film erhielt Preise auf nationalen und internationalen Festivals. Beim Deutschen Filmpreis 2018 wurde er als Bester Kinderfilm ausgezeichnet. Für Sarah Engels schrieb sie den PrimeTime-Sat.1-Spielfilm „Die Tänzerin und der Gangster“. Der Kinospielfilm Der Pfad, bei dem sie neben Rüdiger Bertram als Drehbuchautorin verantwortlich zeichnete, gewann ebenfalls den Deutschen Filmpreis. Der Film wurde von der Deutschen Filmakademie mit der Goldenen Lola in der Kategorie Bester Kinderfilm ausgezeichnet.

### Privates
Seit Oktober 2013 ist Jytte-Merle Böhrnsen mit dem Regisseur Tobias Wiemann verheiratet. Der Ehe entstammt ein gemeinsamer Sohn.

## Theater
- 1991–1994: Deutsches Schauspielhaus Hamburg
- 1991–1992: Kellertheater Hamburg
- 1997–1999: Kleines Theater Schillerstraße Geesthacht
- 1999–2001: Deutsches Schauspielhaus Hamburg
- 2000: Kellertheater Hamburg
- 2000–2001: English Theatre Group Geesthacht
- 2001: Marilyn Monroe Theater New York – Richard III. (Rolle als Lady Anne)
- 2002: Marilyn Monroe Theater New York – Breath (Hauptrolle)
- 2002: Kellertheater Hamburg – Documenta in Kassel
- 2003: Kellertheater Hamburg – Bernarda Albas Haus (Rolle als Adela)
- 2003: Kellertheater Hamburg – Das Mädchen am Ende der Straße (Titelrolle)
- 2005: Kampnagel Hamburg – Rekolonisation
- 2005: Kampnagel Hamburg – Erobern
- 2010: Teatro Litta di Milano – Dracula
- 2011: bat – Die Troerinnen

## Filmografie (Auswahl)

### Kino
- 2004: En Garde
- 2005: Knospen wollen explodieren (Kurzfilm)
- 2011: Bittere Kirschen
- 2011: Dating Lanzelot
- 2011: Bild von ihr (Horris)
- 2012: Schutzengel
- 2013: The Forbidden Girl
- 2013: Kokowääh 2
- 2013: Großstadtklein
- 2013: Lost Place
- 2015: 3 Türken und ein Baby
- 2015: Winnetous Sohn
- 2016: Affenkönig
- 2017: Einmal bitte alles
- 2017: Amelie rennt (Drehbuchmitarbeit)
- 2020: Kintsugi (Kurzfilm)
- 2021: Es ist nur eine Phase, Hase
- 2022: Der Pfad

### Fernsehen
- 2004–2005: Bianca – Wege zum Glück
- 2005: Fünf Sterne
- 2006: Hallo Robbie! (Folge Pferdediebe)
- 2006: Geile Zeiten
- 2006: SOKO Leipzig (Folge Preis der Wahrheit)
- 2006: Der Kriminalist (Folge Totgeschwiegen)
- 2006: Inga Lindström: Sommertage am Lilja-See
- 2007: SOKO Wismar (Folge Stromschlag)
- 2007: R. I. S. – Die Sprache der Toten (8 Folgen)
- 2007: Großstadtrevier (Folge Gefahren der Liebe)
- 2008: Tatort (Folge Verdammt)
- 2008: Zur Sache Lena (4 Folgen)
- 2008: Freundschaften und andere Neurosen
- 2008: Vier Tage Toskana
- 2008: Um Himmels Willen – Weihnachten in Kaltenthal
- 2008: Einmal Toskana und zurück
- 2008–2009: Geld.Macht.Liebe (20 Folgen)
- 2010: Luises Versprechen
- 2010: Der Bergdoktor (Folge Zweikämpfe)
- 2011: SOKO Köln (Folge Näher mein Gott zu dir)
- 2011: Am Ende die Hoffnung
- 2011: SOKO Stuttgart (Folge Probezeit)
- 2013: Tatort (Folge Willkommen in Hamburg)
- 2014: Danni Lowinski (Folge Mutterfreuden)
- 2014: Zeit der Zimmerbrände
- 2015: SOKO Köln – Mord am Hochsitz
- 2016: Das Mädchen aus dem Totenmoor
- 2016: Morden im Norden (Folge Ausgeblutet)
- 2016: Ein Fall für zwei (Folge Machtlos)
- 2016: Wolfsland (Folge Tief im Wald)
- 2016: Das singende, klingende Bäumchen
- 2017: Wilsberg (Folge Straße der Tränen)
- 2017: SOKO Köln (Folge Der verlorene Sohn)
- 2017: Ein starkes Team (Folge Vergiftet)
- 2017: Die Eifelpraxis (Folge Eine Frage des Muts)
- 2018–2019: Bettys Diagnose (10 Folgen)
- 2018: Lifelines (Dramedy-Serie)
- 2018: Die Chefin – Guter Bulle, böser Bulle
- 2020: Der Bergdoktor (Folge Mutterlügen)
- 2020: Die Kanzlei (Folge Harte Worte)
- 2021: Marie fängt Feuer (Folge Schattenhaft)
- 2022: Dr. Hoffmann (Folge Die russische Spende)
- 2022–2024: Kleo (3 Folgen)
- 2024: Morden im Norden – Frauenabend